# Rubefacente
Rubefacente in erboristeria è la definizione della proprietà di un prodotto di determinare un richiamo di sangue negli strati più superficiali della pelle (causandovi una piccola irritazione) ed alleggerendo così l'infiammazione agli strati sottostanti proprio grazie alla sottrazione di sangue. Rubefacente è sinonimo di "revulsivo".
In medicina, si riferisce ad una congestione intensa e passeggera della cute.
La saliva della femmina della zanzara ha una funzione anticoagulante e anestetizzante ma soprattutto svolge un effetto rubefacente. Iniettata in un capillare dell'ospite stimola un aumento del flusso sanguigno. Lo scopo biologico sarebbe quello di ridurre i tempi di svolgimento della suzione e permettere perciò alla zanzara di completare il pasto prima che la vittima reagisca.